# Aura, Michigan
Pentru orice alte utilizări ale numelui propriu Aura, a se vedea Aura (dezambiguizare). 
Aura este o mică comunitate neîncorporată din districtul  (sau township-ul) Arvon din comitatul Baraga din statul american Michigan. Având coordonatele 46°51′46″N 88°19′07″V / 46.86278°N 88.31861°V,  localitatea se găsește la aproximativ 19 km (sau 12 mile) nord-est de localitatea L'Anse și la circa 6 km (sau 4 mile) est de Pequaming.

## Geografie
Situată pe peninsula Abbaye, între golfurile (în engleză, bay/bays) Keweenaw și Huron, această mică comunitate de fermieri acoperă aproximativ 39 de km 2 (sau circa 15 mile pătrate), fiind situată în două districte diferite Arvon și L'Anse. Deși activitatea de cultivare a pământului a înregistrat scăderi constante de-a lungul ultimilor decenii, solul bogat de tip cleios, a fost istoric cultivat cu cartofi, fân, grâne și diverse tipuri de cereale.

## Istoric
În anii 1870, pământul din peninsula Abbaye era proprietatea tribului de nativi americani cunoscuți ca Chippewa. În 1877, compania de prelucrare a lemnului Hebard and Thurberg Lumber a închiriat peninsula de șeful tribului, David King.

## Aura de astăzi
Aura este cel mai bine cunoscut pentru festivalul său anual Aura Jamboree, un festival muzical (care durează mai multe zile), organizat în iulie, începând cu 1976, anul Bicentenarului Statelor Unite. Original, acest festival, care fusese axat pe muzică interpretată la vioară, cu melodii din mai multe țări ale lumii, a devenit mai lar, mai inclusiv. Muzica de astăzi a festivalului include genuri foarte la modă în Statele Unite, precum folk, jazz și bluegrass.